# 話梅

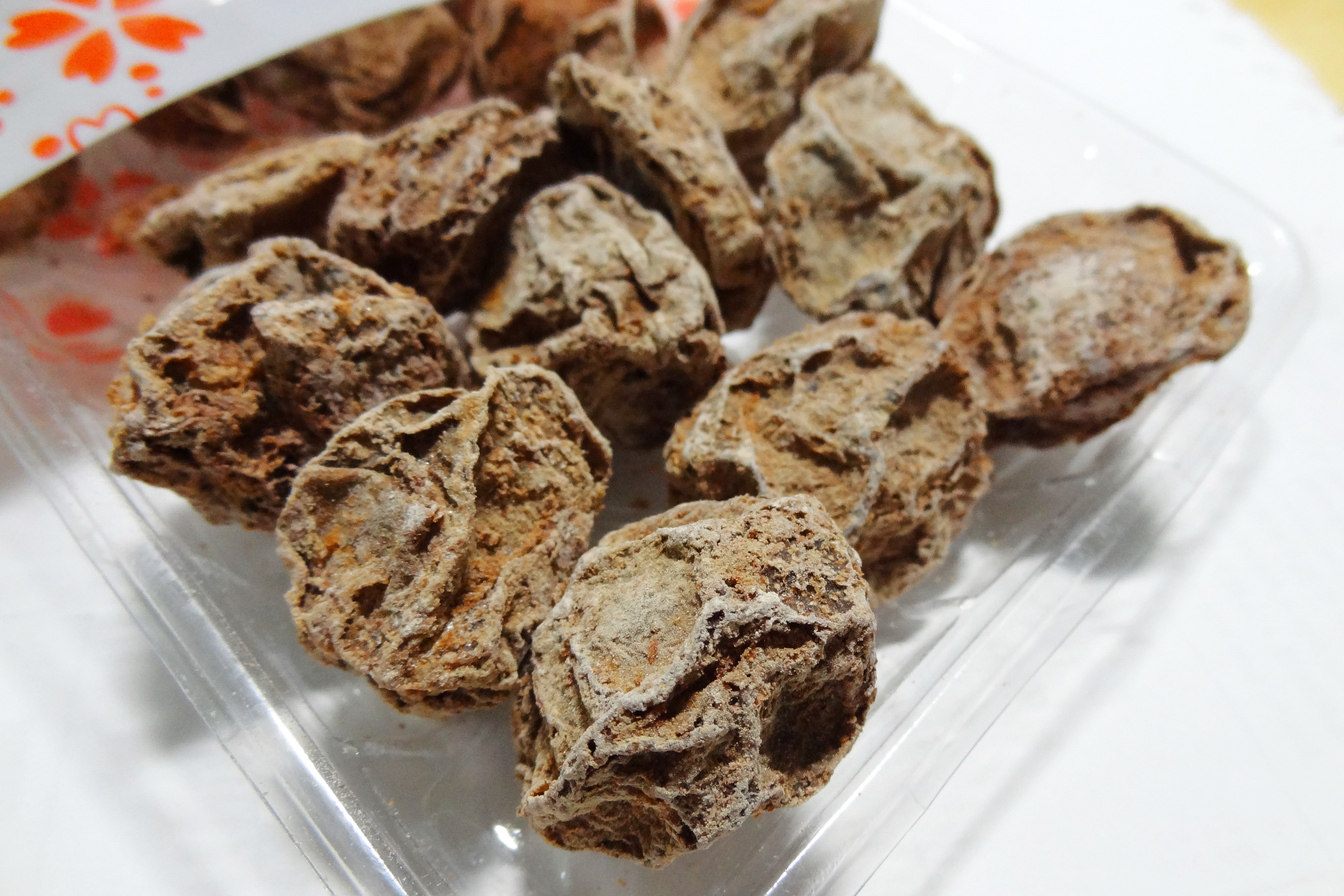
广东话梅

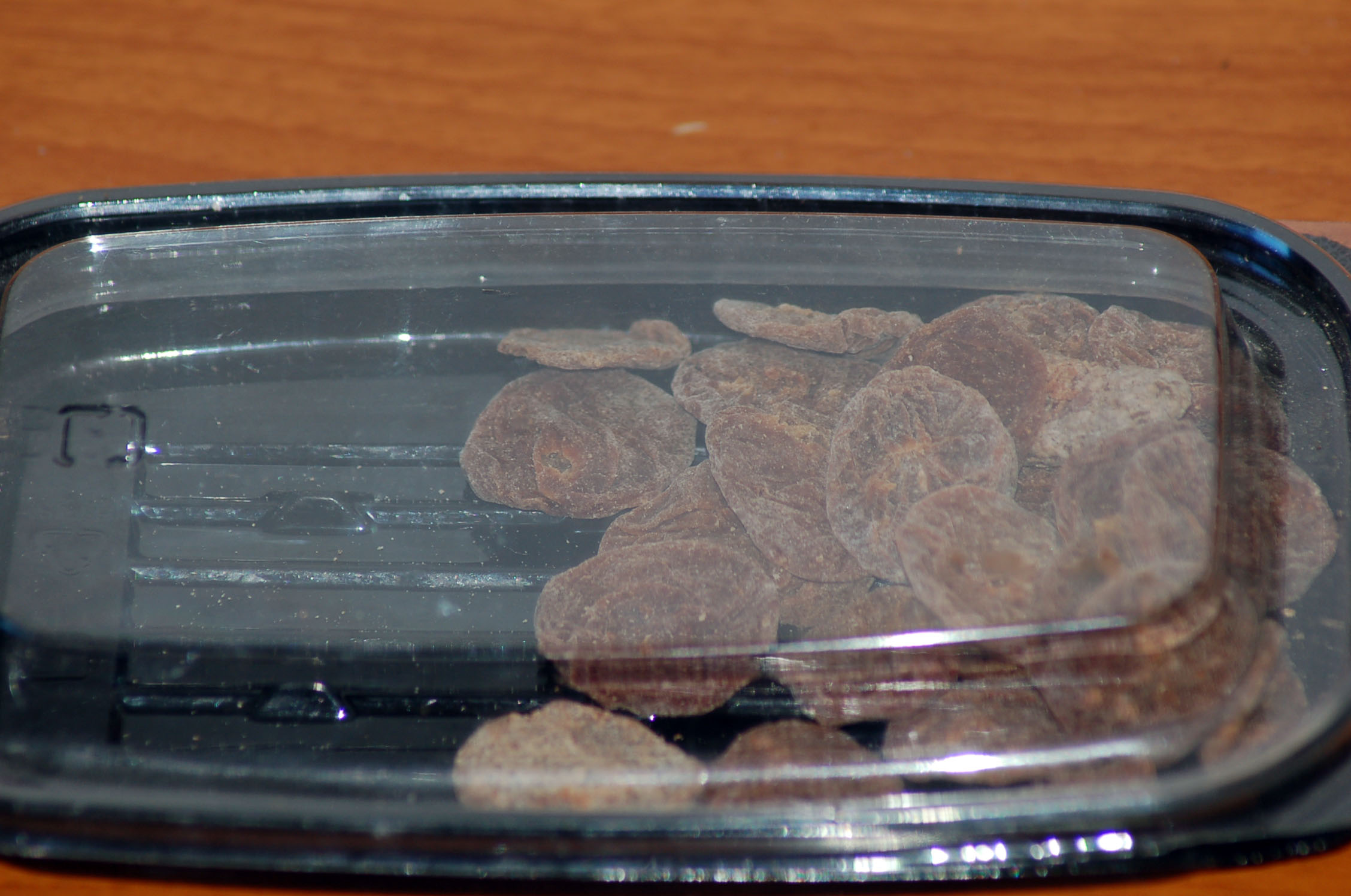
日本話梅

話梅是涼果零食，味道具有酸、甜等特點。一般來說，話梅主要加工流程是利用采摘下成熟后的梅子，待洗刷清潔后，將其置入罐裝容器內醃製數月，然後取出曬乾，再用砂糖等輔料加工，反覆再曬乾，最後成爲話梅。

## 稱謂來源
一般在香港以及廣東地區，因爲說話談天時，擺龍門陣时經常食用，所以才被稱作叫話梅。
另一種說法，話梅是說書先生用來潤口的。因爲說書時間通常比較長，容易口乾舌燥。古時候又不如現代便利，飲用水并不能隨時隨手喝到，所以其在口中含一颗鹽漬梅，酸鹹的味道刺激味蕾，使唾液滿口分泌津液。便能够繼續說下去。說書先生的「书」称「話本」，其「梅」亦称「話梅」。

## 廣式奶油話梅
廣式奶油話梅的基本特點有「甜中帶酸」，并且具有奶油的香味，果肉食用后，仍舊能够從果覈中吸入甜香的味道。

### 加工流程
- 基本材料：鮮青梅50千克 白砂糖2千克 糖精30克 甘草1千克 香草香精40毫克

- 工藝流程選料→醃製→曬乾→漂洗→曬乾→浸漬→晒製→包裝→成品